# Remigio Crescini
Remigio Crescini-Malaspina, al secolo Giuseppe (Piacenza, 5 maggio 1757 – Montefiascone, 20 luglio 1830), è stato un cardinale e vescovo cattolico italiano.

## Biografia
Giuseppe Crescini-Malaspina nacque il 5 maggio 1757 a Piacenza, omonima diocesi, nella parte settentrionale del Ducato di Parma, Piacenza e Guastalla (oggi nella Repubblica Italiana); era figlio dei nobili Pietro Paolo Melchiorre Crescini-Malaspina (Parma, 25 gennaio 1721 – post 1786) e Giovanna Bacciocchi. Ebbe almeno due fratelli: il maggiore Dionigi Pietro (Piacenza, 1750 ca. – Parma, 5 novembre 1845) e Cesare.

### Origini familiari
La famiglia Crescini, originaria di Parma, doveva la sua fortuna all'antenato Signorino Crescini, il quale godette del titolo di Magnifico dal 1577 e fu podestà di Podenzano dal 1593: in virtù dei particolari servigi prestati ai marchesi Malaspina, signori di Mulazzo, poté sposare Anna Maria Malaspina e nel 1594 ottenne il privilegio di poter aggiungere al proprio stemma l'arma dei Malaspina nonché quello di essere aggregato, con tutti i suoi discendenti, alla stessa famiglia con facoltà di aggiungere il loro cognome al proprio.
In seguito, la famiglia Crescini rivestì importanti cariche nell'amministrazione del ducato di Parma e Piacenza. Suo nonno Leopoldo Giuseppe Crescini-Malaspina (Parma o Pontremoli, ante 1706 – Parma, post 1753), che sposò Faustina Aicardi, fu commissario di Compiano (1733), podestà di Borgo San Donnino (11 aprile 1734), commissario di Val Nure (1740 – 1749), uditore civile di Piacenza (1º maggio 1744) e membro del Consiglio di Giustizia di Parma (25 ottobre 1746). Suo padre fu podestà di Fiorenzuola d'Arda (5 maggio 1753), commissario di Castell'Arquato (17 luglio 1756), procuratore fiscale (22 gennaio 1757) e poi uditore generale di Piacenza (9 gennaio 1758), governatore di Guastalla (26 settembre 1765) e consigliere del Supremo Magistrato e della Dettatura (26 febbraio 1772). Suo fratello maggiore fu avvocato fiscale del Magistrato, consigliere delegato (1787), governatore di Parma (1791) e poi di Piacenza (1795), presidente delle Finanze (1º agosto 1800), consigliere di Cassazione, membro del Governo Provvisorio (1814) e consigliere di Stato (1818).

### Formazione e ministero
Dopo aver ricevuto l'istruzione primaria, nel 1770 decise di entrare nel monastero benedettino presso l'abbazia di San Giovanni Evangelista a Parma, abbracciando la vita religiosa a soli tredici anni e prendendo il nome religioso di Remigio; il 23 novembre 1774 emise la professione solenne all'età di diciassette anni. Per un decennio compì gli studi in letteratura e filosofia, infine quelli in teologia, sotto la direzione del bibliotecario dell'abbazia dom Barnaba (in religione Gregorio) Chiaramonti, futuro papa Pio VII.
Nel 1796 si trasferì a Roma, capitale dello Stato Pontificio, dove fu insegnante di diritto ecclesiastico presso il Collegio benedettino di Sant'Anselmo (oggi Pontificio ateneo Sant'Anselmo). L'anno seguente, il 1797, venne richiamato a Parma per diventare pubblico lettore in sostituzione di padre Gaudenzio Capretta, nominato professore di diritto canonico presso l'Ateneo della medesima città, ottenendo anche la cattedra di diritto canonico ed in seguito l'incarico di vice-rettore dell'Università degli Studi di Parma. Svolse poi una importante missione diplomatica dagli esiti positivi per conto di Ferdinando I di Borbone, duca di Parma, Piacenza e Guastalla, che nel 1799 lo inviò presso la corte imperiale di Francesco II d'Asburgo-Lorena a Vienna.
Nel 1809 papa Pio VII, suo vecchio insegnante, gli conferì i diritti ed i privilegi di abate di "governo" di San Giovanni Evangelista a Parma, dove era stato studente, ma già nel 1810 il monastero del suo ordine venne soppresso dal nuovo governo anticlericale del Dipartimento del Taro, nato con l'annessione al Primo Impero francese del ducato di Parma, Piacenza e Guastalla. Dopo la caduta di Napoleone, il Congresso di Vienna restaurò il ducato affidandolo a Maria Luisa d'Asburgo-Lorena, che nel 1816 ristabilì l'abbazia e riaprì il Collegio dei Nobili della medesima città, affidandone la cura proprio ai benedettini dell'abbazia. Riprese così il suo incarico di abate ed il 19 ottobre dello stesso anno divenne contestualmente rettore del Collegio, che sotto la sua direzione tornò, senza superarli, agli antichi splendori che ebbe all'inizio del XVII secolo con i gesuiti; cessò da tali incarichi il 2 dicembre 1828, in concomitanza con la promozione all'episcopato.
Presidente della Congregazione cassinese, il 19 marzo 1823 papa Pio VII lo creò cardinale riservandone il nome in pectore; tuttavia il pontefice morì il 20 agosto dello stesso anno in seguito ad una caduta, annullando di fatto la nomina.

### Ministero episcopale
Il 23 giugno 1828 papa Leone XII lo nominò, settantunenne, vescovo di Parma; succedette al cardinale Carlo Francesco Maria Caselli, O.S.M., deceduto ottantasettenne il 20 aprile precedente dopo ventiquattro anni di episcopato. La sua nomina venne fortemente incoraggiata dalla duchessa Maria Luisa. Ricevette la consacrazione episcopale il 6 luglio 1828, a Roma, per imposizione delle mani del cardinale Giuseppe Spina, prefetto del Supremo tribunale della Segnatura apostolica, assistito dai co-consacranti monsignori Federico Guarini, O.S.B., vescovo di Venosa, e Peter Augustine Baines, O.S.B., vescovo titolare di Sigo e vicario apostolico del Distretto occidentale.
Il 6 luglio, mentre si trovava ancora nella capitale dello Stato Pontificio, diresse una lettera pastorale in latino al clero ed al popolo di Parma, prendendo possesso della sede per procura, alla presenza del corpo municipale, il 26 luglio. Arrivò in città il 6 agosto, accolto da una deputazione di canonici parmigiani presso l'abbazia di San Giovanni Evangelista, dove alloggiava. Uno dei suoi primi atti fu la designazione del vicario generale nella persona di don Vitale Loschi, suo futuro successore. Prese possesso della diocesi durante una cerimonia svoltasi presso la cattedrale di Santa Maria Assunta l'8 settembre seguente. Il 18 settembre prese anche possesso della basilica di Santa Maria della Steccata quale gran priore dell'Ordine costantiniano di San Giorgio, essendo tale onore riservato al vescovo di Parma in base al comune accordo tra il pontefice ed il gran maestro del medesimo ordine, la duchessa Maria Luisa.
Il 13 maggio 1829 pubblicò in latino l'epistola pastoralis riguardante la visita pastorale (oggi conservata presso la Biblioteca Palatina di Parma), annunziando che in virtù dei decreti e delle costituzioni apostoliche avrebbe visitato tutte le chiese sotto la sua giurisdizione, il Capitolo della Cattedrale di Parma, la Collegiata della Beata Vergine Annunciata, il Consorzio, i parroci, i fedeli e tutti i luoghi della diocesi. Pochi giorni dopo, il 24 maggio aprì la visita durante una celebrazione in cattedrale.

### Cardinalato
Proprio mentre svolgeva la visita pastorale, ricevette una lettera che lo informava della sua promozione a cardinale, notizia che venne festeggiata dal clero e dai fedeli della diocesi il 30 giugno nel capitolo della cattedrale. Papa Pio VIII lo creò e pubblicò cardinale nel concistoro del 27 luglio 1829, il primo del suo pontificato; settantaduenne, fu il 10º vescovo di Parma a ricevere la porpora cardinalizia. Il pontefice incaricò in qualità di ablegato per consegnargli la berretta cardinalizia monsignor Giulio Della Porta, camerire segreto di Sua Santità, che partì da Roma per Parma il 1º agosto dello stesso anno. Il 15 agosto, festa dell'Assunzione di Maria, nella cattedrale di Parma monsignor Della Porta gli consegnò la berretta, che gli venne imposta durante la stessa cerimonia da Luigi Sanvitale, vescovo di Borgo San Donnino.
Compiuta la visita pastorale, benché oltremodo stanco, partì per la Città eterna giungendovi la sera del 27 maggio 1830 con lo scopo di sbrigare alcune pratiche ed incontrare il papa. La mattina del 5 luglio venne ricevuto durante il concistoro ordinario pubblico, tenutosi nel Palazzo apostolico del Quirinale: si recò nella cappella attigua alla Sala concistoriale per prestare il giuramento di fedeltà, alla presenza dei cardinali Pacca, Galleffi, Falzacappa, Vidoni e Cristaldi nonché di monsignor Paolo Polidori, segretario del Collegio cardinalizio e della Congregazione Concistoriale; poco dopo venne introdotto nella Sala del concistoro dai cardinali Vidoni e Rivarola e si avvicinò al Trono pontificio: qui baciò prima il piede e poi la mano del pontefice, abbracciò prima lui e poi gli altri porporati, infine tornò al Trono dove gli venne imposto il cappello cardinalizio. Al termine della cerimonia si tenne il concistoro segreto con il rituale di chiusura della bocca, al quale parteciparono anche i neo cardinali Weld, Mazzio e De Simone, creati nel concistoro del 15 marzo dello stesso anno; dopo la riapertura della bocca, il pontefice conferì prima i titoli e poi gli anelli cardinalizi: gli assegnò il titolo presbiterale di San Giovanni a Porta Latina, vacante dal 2 gennaio 1818, giorno della morte del cardinale Camillo de Simeoni, vescovo di Nepi e Sutri. Poco dopo, pronunciò un discorso di ringraziamento al papa e poi, assieme agli altri porporati, tornò in cappella per assistere al canto dell'Inno ambrosiano e all'orazione Super electum, al termine dei quali seguì nuovamente l'abbraccio con i fratelli cardinali. Attorno alle ore 22 dello stesso giorno, si recò assieme ai cardinali Pacca, Galleffi, Falzacappa e Pedicini presso la casa professa della Compagnia di Gesù e poi presso la basilica di San Pietro in Vaticano. Inoltre, la stessa sera ricevette nuovamente la visita di monsignor Giulio Della Porta, che gli rimise il cappello cardinalizio.
Nella stessa occasione, papa Pio VIII lo nominò membro delle Congregazioni dei vescovi e regolari, dell'immunità ecclesiastica, dell'Indice dei libri proibiti e dei riti.
Nelle ore pomeridiane del 14 luglio prese possesso, per procura fatta all'abate Bini, procuratore generale della Congregazione cassinese, della chiesa di San Giovanni a Porta Latina, suo titolo.

### Morte
Si rimise in viaggio per Parma la mattina del 17 luglio ma durante il terzo giorno di tragitto, sentendo delle forti e costanti fitte allo stomaco dovute ad una malattia contratta nell'autunno precedente, fu costretto a fermarsi all'albergo del Moro presso Palazzo Scoppola Iacopini ai piedi della città di Montefiascone, ad un centinaio di chilometri da Roma. Qui, assistito dall'anziano cardinale Bonaventura Gazola, O.F.M.Ref., vescovo di Montefiascone e Corneto, dal suo medico e segretario Domenico Bolzoni nonché dal suo cappellano Pietro Corradi, spirò il 20 luglio 1830 all'età di settantatré anni.
Dopo il suo decesso i precordi furono mandati a Roma e sepolti nella sua chiesa titolare, mentre il cuore fu trasportato a Parma, ove giunse il 4 agosto, e sepolto il 9 agosto nella Cappella di Sant'Agata presso la cattedrale di Parma con un cenotafio la cui iscrizione venne composta dall'abate Ramiro Tonani. Per i suoi funerali furono composte Inscriptiones et Carmina e padre Agostino Garbarini recitò l'orazione funebre il 22 novembre dello stesso anno. La salma invece fu prima imbalsamata ed infine esposta e sepolta nella Chiesa di San Bartolomeo vicino al Seminario Barbarigo di Montefiascone. Qui una lastra marmorea venne eretta in sua memoria dai fratelli Dionigi Pietro e Cesare, anche questa con un'iscrizione dell'abate Tonani, che recita:
(Abate Ramiro Tonani, Iscrizione sul sepolcro.)

## Genealogia episcopale
La genealogia episcopale è:
- Cardinale Scipione Rebiba
- Cardinale Giulio Antonio Santori
- Cardinale Girolamo Bernerio, O.P.
- Arcivescovo Galeazzo Sanvitale
- Cardinale Ludovico Ludovisi
- Cardinale Luigi Caetani
- Cardinale Ulderico Carpegna
- Cardinale Paluzzo Paluzzi Altieri degli Albertoni
- Papa Benedetto XIII
- Papa Benedetto XIV
- Cardinale Enrico Enriquez
- Arcivescovo Manuel Quintano Bonifaz
- Cardinale Francisco Antonio de Lorenzana y Butrón
- Cardinale Giuseppe Maria Spina
- Cardinale Remigio Crescini, O.S.B.Cas.

## Ascendenza
|                                            |   |                  | Genitori |  |  | Nonni                                |  |  | Bisnonni |  |
|                                            |   |                  |          |  |  | Leopoldo Giuseppe Crescini-Malaspina |  |  | …        |  |
|                                            |   |                  |          |  |  | Leopoldo Giuseppe Crescini-Malaspina |  |  | …        |  |
|                                            |   | …                |          |  |  | Leopoldo Giuseppe Crescini-Malaspina |  |  |          |  |
| Pietro Paolo Melchiorre Crescini-Malaspina |   |                  |          |  |  | Leopoldo Giuseppe Crescini-Malaspina |  |  |          |  |
|                                            |   | Faustina Aicardi | …        |  |  |                                      |  |  |          |  |
|                                            |   | Faustina Aicardi | …        |  |  |                                      |  |  |          |  |
|                                            |   | Faustina Aicardi | …        |  |  |                                      |  |  |          |  |
| Giuseppe (Remigio) Crescini-Malaspina      |   | Faustina Aicardi |          |  |  |                                      |  |  |          |  |
|                                            | … | …                |          |  |  |                                      |  |  |          |  |
|                                            | … | …                |          |  |  |                                      |  |  |          |  |
|                                            | … | …                |          |  |  |                                      |  |  |          |  |
| Giovanna Bacciocchi                        | … |                  |          |  |  |                                      |  |  |          |  |
|                                            |   | …                | …        |  |  |                                      |  |  |          |  |
|                                            |   | …                | …        |  |  |                                      |  |  |          |  |
|                                            |   | …                | …        |  |  |                                      |  |  |          |  |
|                                            |   | …                |          |  |  |                                      |  |  |          |  |